# Tracz nowozelandzki
Tracz nowozelandzki, tracz auklandzki (Mergus australis) – gatunek wymarłego ptaka z rodziny kaczkowatych (Anatidae). Zamieszkiwał niegdyś Wyspy Auckland leżące ok. 500 km na południe od Nowej Zelandii.

## Opis i ekologia
Wielkością zbliżony do szlachara (Mergus serrator), dł. ciała ok. 50–60 cm. Dorosłe ptaki miały ciemno czerwono-brązową głowę, szyję i grzbiet oraz niebieskawo-czarny tułów i szare skrzydła. Samice nieznacznie mniejsze od samców.
Mimo że miały skrzydła, nie potrafiły w pełni latać, przez co były bardziej masywne i ociężałe.
Niewiele wiadomo o ich ekologii. Był raczej ptakiem słodkowodnym brodzącym w strumieniach, estuariach i okazjonalnie w osłoniętych zatokach.

## Odkrycie i występowanie
Został odkryty w 1840 roku przez podróżnika Jules’a Dumonta d’Urville’a podczas francuskiej ekspedycji statkami L’Astrolabe i La Zelee. W chwili jego odkrycia występował jedynie na Wyspach Auckland, jednak znalezione szczątki kaczkowatych z rodzaju Mergus na Wyspie Południowej i wyspie Stewart mogą świadczyć o występowaniu tego gatunku również i tam, co pozwala powiększyć jego historyczny zasięg przynajmniej o te wyspy. Znaleziono też podobne szczątki na wyspie Chatham, które mogły należeć do jego podgatunku lub do gatunku z nim spokrewnionego.

## Przyczyny i okoliczności wymarcia
Wśród głównych przyczyn wymarcia tego gatunku wymienia się polowania – głównie dla mięsa przez łowców fok i wielorybów okolicznych wód, a także pierwszych osadników tych wysp – oraz wyparcie czy wytrzebienie przez wprowadzone przez człowieka zwierzęta – świnie, psy, koty i przywleczone szczury.
Ciekawym jest również fakt, że z braku naturalnych wrogów w swoim otoczeniu, ptaki te znajdowały się w początkowej fazie ewolucyjnego zatracania zdolności do latania (co jest rzadkością w świecie ptaków, a przerwanie tego procesu jest jedynym znanym takim przypadkiem). Mogło się to przyczynić do ich wymarcia, bowiem przez to miały mniejsze szanse ucieczki przed intruzami.
Łącznie do muzeów pozyskano przynajmniej 26 osobników – ostatnią parę widziano i zastrzelono 9 stycznia 1902. Poszukiwania w 1909 zakończyły się fiaskiem. Również ekspedycja z lat 1972–1973, której zadaniem było poszukiwanie przetrwałych osobników gatunku nie odniosła skutku.